# Nunavut Tunngavik Incorporated
Nunavut Tunngavik Incorporated (NTI) — организация инуитов, проживающих в канадской территории Нунавут. Предыдущее название организации — Tunngavik Federation of Nunavut. Организация занимается контролем за соблюдением всех положений соглашения о разделе земли в Нунавуте федеральным и территориальным правительствами.
Nunavut Tunngavik Incorporated входит в состав Inuit Tapiriit Kanatami — организации инуитов Канады.

## Tunngavik Federation of Nunavut
Tunngavik Federation of Nunavut была основана в 1982 году. Она заменила Inuit Tapirisat of Canada (в настоящее время Inuit Tapiriit Kanatami) на переговорах о разделе земли и создании территории Нунавут. Сами переговоры начались после того, как в 1976 году была представлена работа «Nunavut: A Proposal for the Settlement of Inuit Lands in the Northwest Territories».
В апреле 1990 года Tunngavik Federation of Nunavut, правительством Канады и правительством Северо-западных территорий было подписано первое принципиальное соглашение о разделе земли, прообраз основного документа. В октябре 1992 года был подписан указ о создании Нунавута. В 1993 году организация получила своё современное название.

## Управление
Совет директоров Nunavut Tunngavik Incorporated состоит из 10 человек. Трое членов совета директоров, занимающих руководящие посты (президент, 1-й вице-президент и вице-президент по финансам) определяются на выборах. В голосовании имеют право принимать участие бенефицианты соглашения о разделе земли старше 16 лет. Ещё шесть человек представляют районные организации инуитов, по два от каждого района Нунавута (Киваллик, Кикиктаалук, Китикмеот). Помимо этого в совете директоров одно место занимает представитель компании Nunavut Trust, организации отвечающей за распределение финансов, поступающих от правительства Канады. Следующие выборы руководителей совета директоров пройдут 13 декабря 2010 года.
Глава организации входит в совет директоров Inuit Tapiriit Kanatami.

## Структура
Организация состоит из нескольких департаментов:
- департамент администрирования осуществляет общее взаимодействие с различными правительственными и неправительственными организациями;
- департамент коммуникаций обеспечивает взаимосвязь с общественностью, а также открытость организации;
- департамент экономического развития в рамках стратегии экономического развития Нунавута осуществляет работу согласно 24 статьи акта, кроме того, ведёт регистр инуитских фирм;
- департамент управления представляет совет директоров;
- финансовый департамент;
- кадровый департамент;
- исполнительный департамент;
- департамент земли и природных ресурсов;
- юридический департамент;
- департамент социального и культурного развития;
- департамент дикой природы.